# Tratatul de pace de la Neuilly sur Seine
Tratatul de pace de la Neuilly sur Seine a fost semnat la data de 27 noiembrie 1919 între Puterile Aliate, învingătoare în primul război mondial (inclusiv România) și Bulgaria, țară învinsă în război.
Tratatul impunea Bulgariei:
- să cedeze Tracia de Vest Antantei (pe care a acordat-o Greciei la conferința de la San Remo), întrerupând astfel ieșirea directă a Bulgariei către Marea Egee.
- să semneze o convenție privind schimbul de populație cu Grecia.[1]
- să cedeze o suprafață suplimentară de 2.563 km2 (990 mile pătrate) la granița sa de vest cu Regatul Sârbilor, Croaților și Slovenilor (mai târziu Iugoslavia).
- să returneze Dobrogea, care conform Tratatului de la București a fost parțial cedată Bulgariei și parțial Puterilor Centrale (care ulterior, la 25 septembrie 1918, au transferat acest condominiu comun Bulgariei), în România, restabilind astfel granița stabilită prin Tratatul de la București (1913).
- să-și reducă armata la 20.000 de oameni.
- să plătească despăgubiri de 100 de milioane de lire sterline.
- să recunoască existența Regatului sârbilor, croaților și slovenilor.

Ceremonia de semnare a avut loc în primăria orașului Neuilly (hôtel de ville).

## Conținutul tratatului

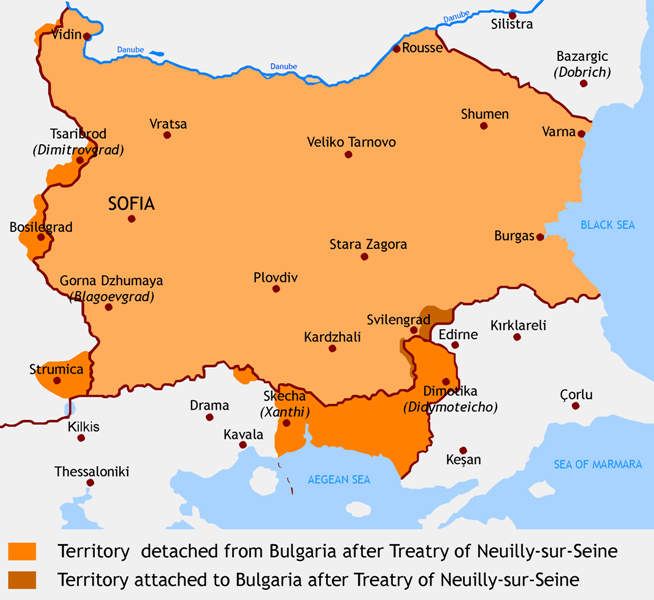
Teritoriile cedate Serbiei şi Greciei

Tratatul este divizat în 13 capitole. Primul capitol parte este reprezentată de Pactul Societății Națiunilor. Al doilea capitol definește frontierele Bulgariei.
Frontiera cu Regatul sârbilor, croaților și slovenilor urma traseul frontierei din 1913 dintre Bulgaria și Serbia, cu excepția a 4 teritorii atribuite Statului sârbo-croato-sloven. De asemenea, Bulgaria a recunoscut acest stat. Frontiera cu Grecia și frontiera cu Turcia (la momentul respectiv teritoriul Turciei europene de azi nu fusese atribuit nici unui stat) era trasată astfel încât Bulgaria pierdea accesul la Marea Egee, recunoscut în anul 1913. În privința României s-a restabilit frontiera româno-bulgară hotărâtă în Tratatul de pace de la București din 10 august 1913 (Cadrilaterul, precum și părți din Dobrogea de Nord reintră în componența României).
Tratatul cuprinde de asemenea, o serie de dispoziții referitoare la limitarea forțelor armate ale Bulgariei, predarea materialului militar, navigația pe Dunăre etc. Pentru Bulgaria, care era în război începând din 1912, dispozițiile tratatului au fost considerate deosebit de severe, astfel că tratatul a fost considerat o catastrofă națională. Teritoriul Bulgariei era aproape același ca și la începutul războaielor balcanice, iar pierderile umane fuseseră deosebit de ridicate.

## Urmările tratatului
Bulgaria, ca și celelalte state învinse în Primul Război Mondial, a urmărit să revizuiască Tratatul de la Neuilly, apropiindu-se de Germania și Italia în perioada interbelică. În anul 1940, în contextul prăbușirii frontierelor României, Bulgaria a obținut Cadrilaterul prin Tratatul de la Craiova din 7 septembrie 1940.
În anul 1941, în alianță cu Germania, Bulgaria a ocupat teritoriile anexate de către Regatul Sârbo-Croato-Sloven (devenit Iugoslavia în 1929), Tracia Occidentală și insula Tasos din Marea Egee. După cel de-al Doilea Război Mondial, ieșirea la Marea Egee a fost din nou pierdută, iar „regiunile occidentale” au intrat în componența Iugoslaviei, ca urmare a unui acord bilateral încheiat în anul 1947. 
Singurul câștig teritorial recunoscut prin Tratatele de pace de la Paris încheiate cu statele învinse în al Doilea Război Mondial a fost menținerea Cadrilaterului în cadrul statului bulgar (articolul 1 al Tratatelor de Pace cu Bulgaria și România).